# Nestlé Purina PetCare
Die Nestlé PURINA PetCare Deutschland GmbH ist eine Tochtergesellschaft der Nestlé S.A. mit Sitz in Euskirchen. Sie produziert und vertreibt Heimtiernahrung für Katzen und Hunde.

## Unternehmensgeschichte

### Ursprung des Unternehmens
Im Jahr 2001 wurde Ralston Purina von Nestlé übernommen. Durch das Zusammenführen eines starken und sich ergänzenden Produktportfolios sowie einer einzigartigen wissenschaftlichen Expertise beider Unternehmen entstand eine der weltweit führenden Marken im Bereich Heimtiernahrung.
2024 feierte Purina sein 130-jähriges Jubiläum.

### Geschichte des Standortes Euskirchen
Albert Latz befasste sich seit etwa 1900 mit der Herstellung von Hundekuchen. Am 11. März 1905 ließ er die alte Sohlleder-Gerberei seines Vaters im Handelsregister löschen und meldete eine Hundekuchen- und Kraftfutterfabrik als Gewerbe an. Da gleichzeitig auch Geflügelfutter hergestellt wurde, zeigte das erste Markenzeichen eine Deutsche Dogge in vollem Profil, auf deren Rücken ein stolzer Hahn steht. 1923 starb Albert Latz und das Geschäft wurde durch seine Erben weitergeführt.
Nach dem Zweiten Weltkrieg expandierte das Unternehmen. Erstmals wird 1946 unter der neuen Marke „Latz“ auch Katzennahrung produziert. In den 1950er Jahren konnte die Kapazität durch die Beschaffung eines industriellen Hochofens und einer Trocken-/Fleischmischanlage auf 12.000 Tonnen pro Jahr gesteigert werden. 1967–1968 wurde das heutige Betriebsgelände in der „von-Stephan-Straße“ – heute „Albert-Latz-Straße“ – errichtet, da die Kapazitäten im Werk in der Innenstadt nicht mehr ausreichten.
Auf Grund der starken Konkurrenz am Markt wurde das Unternehmen am 1. September 1971 vom US-Unternehmen Ralston Purina USA übernommen, das 1974 eine Dosenfabrik zur Komplettierung des Produktangebotes errichtete.
Ein Jahrzehnt später, im Jahr 1983, zog sich Ralston Purina aus dem europäischen Markt zurück und verkaufte den Betrieb in Euskirchen an das amerikanische Unternehmen Quaker Oats. Unter dem neuen Namen Quaker Latz GmbH entwickelte sich das Unternehmen zum zweitgrößten Tiernahrungshersteller Deutschlands.

Logo von Friskies

Im April 1995 übernahm das britische Unternehmen Spillers Pet Foods die Heimtiersparte der Quaker Oats Company. Das Unternehmen wurde erneut umfirmiert zur Spiller Deutschland GmbH. Der Standort Euskirchen behielt den Namenszusatz „Latz“.
Im Jahr 1998 kaufte der Nestlé-Konzern mit seiner Tochtergesellschaft Friskies die Spillers Pet Foods. Mit der Zusammenführung wurde der Firmensitz von Gersthofen bei Augsburg nach Euskirchen verlegt, und die Friskies Deutschland GmbH zum zweitgrößten Tiernahrungshersteller Europas.
Am 1. Mai 2001 kaufte Nestlé das Unternehmen Ralston Purina. So entstand die Nestlé Purina PetCare Deutschland GmbH, die in Euskirchen, dem einzigen Werk in Deutschland, Snacks für Hunde und Katzen produziert.
| Marken für Katzen | Marken für Hunde |
| ----------------- | ---------------- |
| FELIX             | AdVENTuROS       |
| GOURMET           | BENEFUL          |
| PURINA ONE        | DENTALIFE        |
| PRO PLAN          | PURINA ONE Mini  |
|                   | PRO PLAN         |

## Produkte
Das Sortiment umfasst:
- Hundenahrung: Trockennahrung, Nassnahrung und Snacks
- Katzennahrung: Trockennahrung, Nassnahrung und Snacks